# Вторжение во Французский Индокитай
Вторжение во Французский Индокитай (яп. 仏印進駐 Фуцуин синтю:) — военная операция Японской империи по размещению своих войск на территории Северного Индокитая, имевшая целью усиление блокады Китая от поставок из Великобритании и США вооружения и сырья по железной дороге Хайфон—Юньнань.

## История
После капитуляции Франции во Второй мировой войне Япония 29 июня заставила вишистов подписать соглашение о запрете провоза грузов в Китай через территорию Французского Индокитая, служившего для Китая одним из немногих оставшихся каналов связи со внешним миром. Несмотря на соглашение, железнодорожный проезд до Юньнани всё ещё оставался открытым. В результате давления на правительство Виши снабжение Китая сырьём и оружием по маршруту Хайфон — Юньнань прекратилось. В Индокитае был размещен японский военный контингент, обеспеченный поддержкой флота и авиации с военных баз на острове Хайнань. Командование японскими частями в Индокитае осуществлял генерал-майор Такума Нисимура.
22 сентября 1940 года между Францией и Японией заключено соглашение о размещении японских войск в Северном Индокитае. Японцы получили право базирования и транзита до 6000 военнослужащих. Через день была осуществлена их высадка в Хайфоне. Одновременно было начато выдвижение войск в Индокитай из оккупированного японцами Южного Китая. Одна из войсковых колонн 5-й дивизии под командованием генерал-лейтенанта Акихито Накамуры пересекла границу и после непродолжительных боёв с французскими легионерами взяла под контроль железнодорожную станцию в Лангшоне.
23 сентября вишистская Франция обратилась к правительству Японской империи с протестом против нарушения условий соглашения. Однако уже 26 сентября две японские дивизии завершили размещение на севере Индокитая. Были захвачены аэропорт Зялам близ Ханоя, сортировочные железнодорожные станции в провинции Лаокай около границы с Юньнанем, железнодорожный переезд Фулангтхыонг между Ханоем в Лангшоном, а также порт Хайфон. Контроль над этими позициями позволил Японии полностью изолировать Китай от внешнего мира, за исключением направления из Бирмы. Но уже в последних числах сентября начинают вспыхивать антияпонские восстания, формируется партизанское движение.